# Bias von Priene

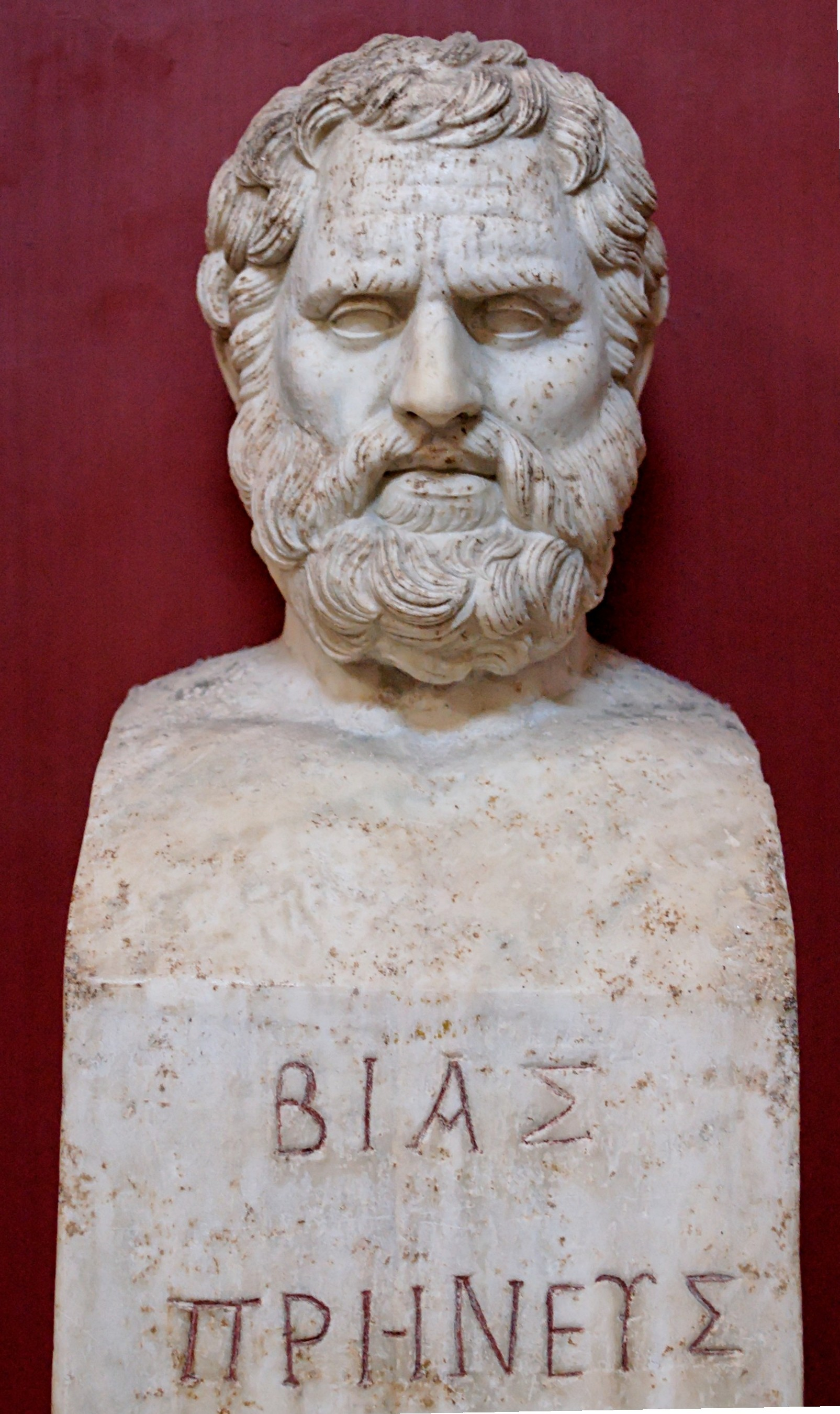
Herme mit dem Bildnis des Bias von Priene, die im Landhaus des Cassius in Tibur mit Porträts der restlichen sieben Weisen im Jahr 1780 gefunden wurde.

Bias von Priene (altgriechisch Βίας ὁ Πριηνεύς, * um 590 v. Chr.; † um 530 v. Chr.) gehörte zusammen mit Thales von Milet, Pittakos von Mytilene und Solon von Athen zum festen Kanon der Sieben Weisen, und wie diesen wurden ihm zahlreiche Aussprüche und Sentenzen zugeschrieben. Die problematische Quellenlage zu seinem Leben und Wirken bedingt oftmals Ungewissheit und lässt mancherlei unterschiedliche Annahmen zu.

## Leben und politisches Wirken des Bias gemäß Überlieferung
Bias war der Sohn des Teutámes aus der kleinasiatischen Stadt Priene. Er genoss großes Ansehen wegen seiner Redegewandtheit und Überzeugungskraft im Rechtsstreit.
Historisch glaubwürdig ist der Rat, den Bias den Ioniern gab, die sich trotz einer Niederlage durch die siegreichen Perser in Panionion versammelt hatten: Sie sollten in einem gemeinsamen Zug nach Sardinien segeln und dort eine einzige Stadt aller Ionier gründen. So würden sie der Knechtschaft entgehen und zu Wohlstand gelangen; denn die größte Insel sei dann ihr Eigentum, und sie besäßen die Herrschaft über andere. Wenn sie aber in Ionien blieben, sehe er nicht, wie die Freiheit noch bestehen könnte.
Als geschichtliches Faktum kann ferner die Gesandtschaft betrachtet werden, bei der es Bias gelang, einen langdauernden kriegerischen Konflikt zwischen Priene und Samos durch vernünftige Vorschläge beizulegen. Bias war als Führer der Gesandtschaft mit der amtlichen Vollmacht ausgestattet, einen Vertrag mit den Samiern auszuhandeln, was ihm auch gelang und sein hohes Ansehen in der griechischen Poliswelt begründete.
Und einen authentischen Kern enthält wohl auch die Nachricht über eine Kriegslist. Durch sie soll Bias den Lyderkönig Alyattes II. veranlasst haben, die Belagerung von Priene aufzugeben, indem er ihn über die in der Stadt noch vorhandenen Vorräte durch eine List so täuschte, dass der König die Belagerung aufgab und Frieden schloss.
Gemäß einer Anekdote erlebte Bias die Eroberung seiner Stadt durch einen Feind und äußerte sich, als er sah, wie die Bürger flohen und eine Menge von ihrem Hab und Gut mit sich schleppten, laut Cicero mit dem Ausspruch: Omnia mecum porto mea, „ich trage all das Meine bei mir.“ Dass der Spruch echt ist, wird in der Forschung bezweifelt, da er sonst Simonides und Diogenes in den Mund gelegt wird.

## Bedeutung und Ruf als der „Erste“ im Reden zu seiner Zeit
Um 550 v. Chr. war Bias zweifellos eine führende Figur in Priene und darüber hinaus in ganz Ionien, ob als überlegener, neutraler Richter, oder eher als Anwalt, als vollendeter Könner im Plädieren für eine Sache, ist in der Forschung umstritten. Dass sich Bias um seine Heimatstadt sehr verdient gemacht hat, bezeugt vor allem die Tatsache, dass ihm nach seinem Tod wie einem Halbgott (Heros) ein heiliger Hain geweiht wurde. Er soll – seltsamerweise nach dem Namen seines Vaters – Teutámeion geheißen haben und wird wohl eher mit dem inschriftlich bezeugten Biánteion in Zusammenhang zu bringen sein.
Über die historische Bedeutung des Bias urteilt der griechische Universalhistoriker Diodor aus Agyrion (Sizilien), der zur Zeit Caesars wirkte, in seiner Universalgeschichte wie folgt: „Bias war überaus fähig und im Reden der Erste seiner Zeit. Er nutzte aber seine Redekraft anders als die meisten; nicht zum Lohnerwerb noch wegen der Einkünfte, sondern aus Sorge, denen zu helfen, die Unrecht erlitten,- was man sehr selten finden kann.“ Dazu passt der geflügelte Satz, den Hipponax (etwa 545 v. Chr.) überliefert hat, von jemandem zu sagen, er wäre „vor Gericht zu reden besser als Bias von Priene.“
Dass Bias sein Redetalent vor allem als brillanter Anwalt vor Gericht entfaltete, betont auch Diogenes Laertios 1,84, wenn er schreibt: „Es heißt, dass Bias ein sehr guter Redner vor Gericht war, und zwar verwandte er die Kraft seiner Worte nur zum Guten.“ Deswegen spielt auch Demodokos von Leros darauf an in einem Vers: „Heischt man Buße, vor den Richtern sprich dann nach Priene-Recht.“
Und Heraklit von Ephesos, der sehr hohe Ansprüche an einen Weisen stellte, lobt Bias in höchsten Tönen: „In Priene lebte Bias, des Teutames Sohn, dessen Ruf (Geltung) größer ist als der der anderen.“

## Politischer „Schiedsrichter“ als Aisymnet?
Die ältere Forschung vertrat die These, dass Bias, „Staatsmann und Weiser“ als „Aisymnet im altionischen Sinn“, nämlich als verfassungsmäßiger Wahlmonarch und Notstandsdiktator (Aisymnetie= legale Tyrannis im Sinne der Kategorie des Aristoteles) auf begrenzte Zeit ähnlich wie Pittakos von Mytilene und Solon von Athen gewirkt habe.
Für die Aisymneten-These kann nur ein einziger, sehr allgemeiner Satz bei Dikaiarch in Anspruch genommen werden, wonach „es weder Weise noch Philosophen gibt, sondern nur verständige Männer mit Eignung zur Gesetzgebung“.
Die neuere Forschung hält diese Funktion des Bias für eine spätere Konstruktion ohne historischen Wert. Sie findet in Hölkeskamp eine kompetente Stimme: Die antiken Zeugnisse und überhaupt alle detaillierten Nachrichten und Anekdoten, ganz gleich, ob sie unhistorisch sind oder einen authentischen Kern enthalten, würden eben gerade nicht belegen, dass Bias jemals als „Schiedsrichter“ in einem inneren Konflikt in Priene oder gar als „Aisymnet“ (außerordentlicher Gesetzgeber) mit umfassender gesetzgeberischer Gewalt tätig gewesen sei. Auch in der späteren antiken Tradition finde sich kein Hinweis darauf. „Mithin ist die Vorstellung von Bias als 'Ordner' und 'Nomothet’ nur eine Konstruktion der modernen Forschung, die auf problematischen Vorannahmen über den Charakter der 'Aisymnetie' und 'Nomothesie' beruht.“
In dieser Forschungskontroverse wird ein Faktum allzu wenig berücksichtigt, das unbestritten ist: Es gab in Priene ein Heroon für Bias (s. o.). Das war eine außerordentliche Ehrung, die man nur den Gründern oder Neugründern einer Polis nach ihrem Tod zuzugestehen pflegte. Da Bias zu Lebzeiten im außenpolitischen Bereich seine hervorragende Eignung als amtlich bestellter Schlichter im Streit zwischen Priene und Samos bewiesen hat, ist als Grund für die posthume Ehrung nicht a priori die Argumentation von der Hand zu weisen: Bias hat sein Geschick auch als „Schlichter“ und außerordentlicher Gesetzgeber bei innenpolitischen Streitigkeiten bewiesen und ist so in der Ära einer allgemeinen Krise der Adelspolis in der Mittelmeerwelt zum Neugründer der Polis Priene geworden. Er hätte dann ähnlich wie Solon „in paradigmatischer Reinheit die Rolle der intellektuellen Autorität im Raum praktischen Handelns verkörpert.“
Dieses Urteil würde gut zu einem der bedeutendsten Geister Ioniens passen, von dem Heraklit sagt: „Zu Priene wurde geboren Bias, des Teutames Sohn, ein Mann von mehr Geist als jeder andere.“ Und ebendiesen Bias hat Heraklit vor Augen, wenn er ein Fragment zuvor äußert: „Einer gilt mir Unzählige, so er der Ausgezeichneteste ist.“

## Rezeption des Bias von Priene
In der antiken, allerdings erst ziemlich späten Tradition, wurde Bias zum unstrittigen Kern der Sieben Weisen gerechnet. Sein Name taucht regelmäßig in den verschiedenen, voneinander abweichenden Listen auf. Wie Solon und andere der sieben Weisen wurde Bias mit den Königen Kroisos von Lydien und dem ägyptischen Pharaonen Amasis in Verbindung gebracht. Heraklit, der anderen ansonsten kaum Lob zollte und selbst Homer und Hesiod drastisch kritisierte, äußerte über Bias, dass dessen Wort mehr Sinn habe als das der anderen. Sicherlich legendär ist der von Plutarch bezeugte Kontakt mit Amasis. Chronologisch überdies unmöglich sein angebliches Wirken im 2. Messenischen Krieg.
Zu den Bias zugeschriebenen Kernsprüchen gehört der, dass die beste Demokratie diejenige sei, in der alle das Gesetz fürchteten wie einen Tyrannen. Doch sind zahlreiche Aussprüche, so die Kritik von Kiechle und Hölkeskamp, ebenso wenig authentisch wie sein großes Gedicht von 2000 Versen über Ionien, in dem er dargelegt haben soll, wie das Land aufblühen könnte. Von diesen Versen liege uns nämlich nichts vor, weil es sie nie gegeben habe. Doch ist hier eine gewisse Skepsis gegenüber der modernen Forschung angebracht; denn Diogenes Laertius zitiert wörtlich in seinem Kapitel über Bias aus diesem Gesang über Ionien die angeblich beliebtesten und meistgesungenen Verse. Eine Fälschung liegt ohne Zweifel in dem Motiv vor, Bias habe sein Gedicht über Ionien mit dem Ziel verfasst zu zeigen, wie das Land am meisten aufblühen könnte. Das ist aus Herodot I 27. 170 mit teils wörtlichen Anklängen herausgesponnen. Doch ist nicht ausgeschlossen, dass die von Diogenes Laertius aus diesem Gedicht zitierten Verse echt sind und das Ganze vielmehr das Missverständnis einer wirklichen Dichtung ist: Es mag einen Wettkampf der Sieben Weisen gegeben haben, in dem sie Verse der Art vortrugen, wie sie Bias hier von Diogenes in den Mund gelegt wurden.

### Sentenzen (Kernsprüche)
Die „Sentenz“ ist ursprünglich wohl das Bedeutsamste an den Weisen und hatte auch in der alten Dichtung großes Gewicht. Eine vielbenutzte Sammlung solcher Kernsprüche der sieben Weisen hat der Staatsmann und Philosoph Demetrios von Phaleron (etwa 350–280 v. Chr.) nach dem Vorbild seiner Lehrer Aristoteles und Theophrast zusammengestellt. Von Bias sind hier vor allem diejenigen Sentenzen aufgenommen, die Bruno Snell in seine Sammlung und Diels-Kranz in die Fragmente der Vorsokratiker als glaubwürdig aufgenommen haben. Die antiken Autoren machen deutlich, dass solche Aussprüche meist als Spitze einer novellistischen Erzählung oder einer anekdotenhaften Situation mitgeteilt wurden und erst dadurch Leben und ihren besonderen Reiz gewannen:
1. Die meisten Menschen sind schlecht. Οἱ πλεῖστοι κακοί.
2. Sieh in den Spiegel: wenn du schön aussiehst, musst du auch Schönes tun; wenn hässlich, musst du den Mangel an Natur durch Rechtschaffenheit ausgleichen. Εἰς κἀτοπτρον ἑμβλἐψαντα δεῖ, εὶ μὲν καλὸς φαἱνῃ, καλὰ ποιεῖν· εἰ δὲ αἰσχρός, τὸ τῆς φύσεως ὲλλιπἑς διορθοῦσθαι τῇ καλοκαγαθίᾳ.
3. Geh langsam ans Werk; aber was du begonnen, bei dem harre aus. Βραδέως ἐγχείρει• οὗ δ᾿ ἂν ἄρξῃ, διαβεβαιοῦ.
4. Hasse das schnell Sprechen, damit du nicht einen Fehler machst; denn Reue folgt auf dem Fuß. μἱσει τὸ τάχυ λαλεῖν, μὴ ἀμάρτῃς· μετάνοια ἀκολουθεῖ.
5. Sei weder gutmütig, noch bösmütig. Μήτ᾿ εὐήθης ἴσθι, μήτε κακοήθης.
6. Nimm nicht Unverstand an. ἁφροσύνην μὴ προσδἑχου.
7. Liebe die Vernunft.Φρόνησιν ἀγάπα.
8. Von den Göttern sage: sie sind. Περὶ θεῶν λέγε, ὡς εἰσἰν.
10. Höre viel. Ἄκουε πολλά.
11. Rede zur rechten Zeit. Λάλει καίρια.
12. Bist du arm, mach einem Reichen keine Vorwürfe, es sei denn, dass du großen Nutzen stiftest. Πένης ὢν πλουσίοις μὴ ἐπιτίμα, ἢν μὴ μέγα ὠφελῇς.
13. Einen Unwürdigen lobe nicht wegen seines Reichtums. Ἀνάξιον ἄνδρα μὴ ἐπαίνει διὰ πλοῦτον.
14. Gewinne durch Überredung, nicht durch Gewalt. Πείσας λάβε, μὴ βιασάμενος.
15. Was du Gutes tust, schreib den Göttern zu, nicht dir. Ὅ τι ἂν ἀγαθὸν πράσσῃς, θεοὑς, μὴ σεαυτὀν αἰτιῶ.
16. All das Meine trage ich bei mir. Omnia mecum porto mea.
17. Nimm die Weisheit von der Jugend bis zum Alter als Reisevorrat; denn das ist beständiger als die anderen Besitztümer. Έφόδιον ἀπὸ νεότητος εἰς γῆρας ἀναλάμβανε σοφἱαν· βεβαιότερον γὰρ τοῦτο τῶν ἄλλων κτημἀτων.

### Sagen um Bias
Bias kaufte während des Zweiten Messenischen Krieges (2. Hälfte des 7. Jahrhunderts v. Chr.) messenische Mädchen von Räubern frei und zog sie wie seine eigenen Kinder auf. Als ihre Familien kamen, gab er sie ihnen ohne Entschädigung zurück und die Kinder liebten ihn dafür.
Als Priene von Alyattes II., dem Vater von Kroisos, belagert wurde, mästete er zwei Maultiere und trieb sie durch das Lager der Lydier, sodass diese meinten, die Nahrung in Priene reiche sogar noch für die Tiere. Dann schüttete er große Sandhaufen auf und darüber als oberste Schicht Getreide. Als die lydischen Späher diese vermeintlichen Getreidehaufen sahen, informierten sie darüber ihren König Alyattes, der einen Friedensvertrag mit dem Volk von Priene schloss.
Nachdem der alte Bias erfolgreich vor Gericht ein Plädoyer für einen Klienten gehalten hatte, sank er in die Arme seines Enkels und starb.